# Día de la Victoria en Europa

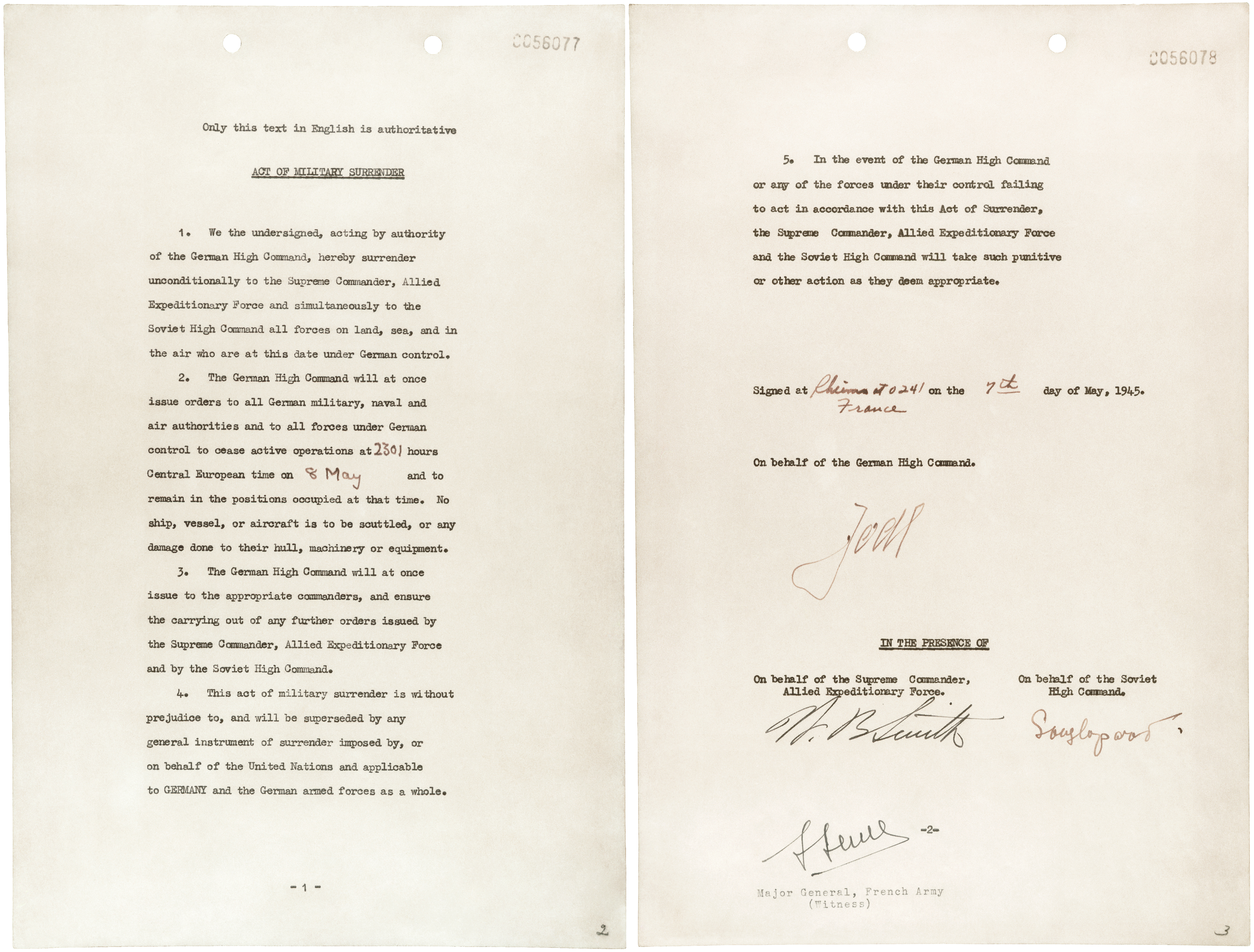
Acta de rendición militar firmada en Reims.

El Día de la Victoria en Europa fue el 8 de mayo de 1945, fecha en la que los Aliados de la Segunda Guerra Mundial aceptaron la rendición incondicional de la Alemania nazi y por tanto, la derrota de las Potencias del Eje en el teatro europeo de operaciones.
Tras el suicidio de Adolf Hitler durante la batalla de Berlín, la rendición alemana fue firmada por el coronel general Alfred Jodl después de que fuera autorizado por su sucesor, Karl Dönitz.
El Acta de rendición militar se firmó en el Cuartel General de Dwight D. Eisenhower, Comandante Supremo Aliado en Europa, el 7 de mayo en Reims (Francia) y el 8 de mayo el mariscal alemán Wilhelm Keitel firmó la rendición incondicional de la Wehrmacht en la sede de la Unión Soviética en ``Karlshorst`'', Berlín (Alemania).

## El 8 de mayo como fiesta

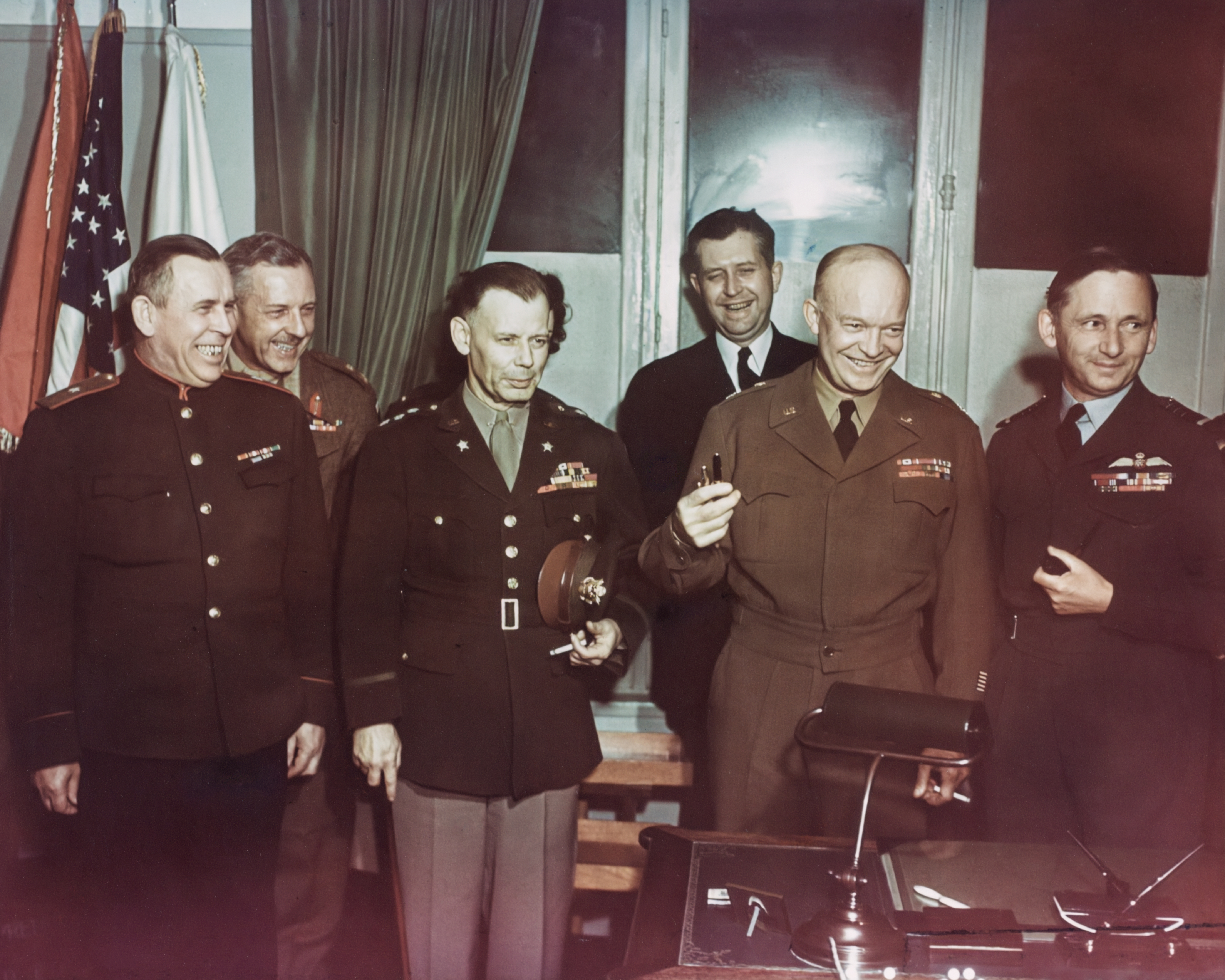
La capitulación alemana firmada en Reims.

- Reino Unido: en 1995, el Bank holiday, celebrado el 1 de mayo, cambió de fecha, para pasar a celebrarse el 8 de mayo, en conmemoración por el 50.º aniversario del final de la Segunda Guerra Mundial.
- Francia: conocido como el 8 mai, es fiesta desde el 20 de marzo de 1953.
- Unión Europea: el 9 de mayo es el día oficial de la UE, se celebra la declaración Schuman y en gran medida también la derrota de la Alemania nazi.
- Eslovaquia: conocido como Deň víťazstva nad fašizmom (Día de la Victoria sobre el fascismo).
- República Checa: Den vítězství o Den osvobození (Día de la Liberación).
- Naciones Unidas: en 2005 la Asamblea General de la ONU incluye el 8 de mayo, junto al día 9, como Días del Recuerdo y la Reconciliación en Conmemoración de la Segunda Guerra Mundial.[1]